# Bogusław Kuczałek
Bogusław Kuczałek (ur. 20 lutego 1930, zm. 29 listopada 2007) – polski wynalazca, publicysta, dr inż., specjalista w dziedzinie elektrotechniki i magnetyzmu, doradca i konsultant z zakresu aparatury energetycznej. Członek Komitetu Normalizacji do spraw przekładników przy Naczelnej Organizacji Technicznej (NOT).

## Życiorys
Był wieloletnim konstruktorem ZWAR-u i Polcontact-u Warszawa. Autor ponad 20 patentów, twórca licznych oryginalnych rozwiązań przekładników prądowych i napięciowych. Nagrodzony między innymi srebrnym medalem podczas 55 Światowej Wystawy Wynalazków, Badań i Nowej Technologii ”Brussels Eureka" w 2006 r., za opracowanie wspólnie z prof. dr hab. inż. Ryszardem Nowiczem, konstrukcji przetwornika prądowo-napięciowego. Wyróżniony "Łódzką Eureką" za rok 2006 podczas VII Festiwalu Nauki, Techniki i Sztuki w Łodzi – 18 kwietnia 2007.
Pochowany 7 grudnia 2007 r., na nowym cmentarzu na Służewie przy ul Wałbrzyskiej w Warszawie.